# 芬兰人口
芬兰的人口在2018年10月底达到5,521,533人。密度为16.3人/平方公里。人口密度在欧洲仅略高于冰岛与挪威，境内人口分布极不均匀，全国人口均集中在西南沿海地区，五分之一的人口居住在首都赫尔辛基都会区内。芬兰的官方语言为芬兰语及瑞典语，但日常生活中，近九成的芬兰人母语为芬兰语，瑞典语仅占5.42%，此外有1%的人讲俄语。2010年共有16万多的外国人生活在芬兰境内，主要是来自邻近的爱沙尼亚与俄罗斯。

## 数据
年龄结构
- 0-14岁： 16.5%
- 15-64 岁： 66%
- 65 岁及以上： 17.5%

年龄中位数
- 男性： 40.8岁
- 女性： 44.3岁
- 总人口： 42.5岁

增长率： 0.075%
出生率：11.4/1,000人
死亡率： 9.5 /1,000人
净迁移率： 2.6/1,000人
性别比例
- 出生： 1.04 男性／女性
- 15 岁以下： 1.04 男性／女性
- 15-64 岁： 1.02 男性／女性
- 65 岁及以上： 0.69 男性／女性
- 总人口： 0.96 男性／女性

婴儿死亡率
- 男婴： 3.73/1,000
- 女婴： 3.11/1,000
- 总死亡率： 3.43/1,000

预期寿命：
- 男性： 76.7 岁
- 女性： 83.2 岁
- 总人口： 79.9 岁

生育率： 1.73个子女／妇女
每千人口医生数与病床数：
- 2.735医生/1,000人
- 6.52床数/1,000人

成人肥胖率：
- 15.7%

民族构成：
- 芬兰族 93.4%， 芬兰瑞典族 5.6%，俄罗斯人 0.5%， 爱沙尼亚人 0.3%，芬兰罗姆人 0.1%，萨米人0.1%

宗教信仰：
- 路德教派78.3%，东正教1.1%，其他1.4%，无宗教信仰19.2%

语言：
- 芬兰语90.37%，瑞典语5.42%，俄语1.01%，萨米语0.03%，其他3.16%

成人识字率
- 男性：100%
- 女性：100%
- 总人口：100%